# Стари заветни крст у Попшици
Стари заветни крст у Попшици, насељеном месту на територији општине Сврљиг, налази се испод великог храста у центру села.
Крст припада категорији оброчних крстова, резан је сиге и мањих димензија. Некада је то било заветно место посвећено Светом Марку, када су се мештани окупљали. Kрст је сасвим једноставан и рађен без икаквих шара и украса. Не поседује ни карактеристичне јабучасте полулопте на краковима. По ивици је урезана плитка линија која уоквирује споменик, а у средишњем делу такође је урезан крст већих размера. 
Запис на крсту је урезан у доњем делу. Исписана је године: 1771, а испод ње два имена Милан, Жика. Других записа нема. По записаној години представља један од најстаријих заветних споменика на територији општине. 
Мештани говоре да у атару села постоје још два стара камена записа: један на месту Дубље, а други на месту званом црквиште Свете Тројице. 